# 百安坝街道
百安坝街道，是中华人民共和国重庆市万州区下辖的一个乡镇级行政单位。

## 行政区划
百安坝街道下辖以下地区：
庆宁社区、学府社区、百安社区、乐居苑社区、张家湾社区、尖峰岭社区、程家社区、扁寨社区、天台社区、三洲社区、天星村和保安村。